# Morany
Morany (daw. Mirosławice, niem. Morainen) – wieś w Polsce, położona w województwie pomorskim, w powiecie sztumskim, w gminie Dzierzgoń. Wieś jest siedzibą sołectwa Morany,  w którego skład wchodzą również Kuksy i Stanówko.
| SIMC    | Nazwa      | Rodzaj     |
| ------- | ---------- | ---------- |
| 0149096 | Kuksy      | przysiółek |
|         | Andrzejewo | przysiółek |

W I połowie XIII wieku pojawiły się nazwy Miroslauwendorf i Miroslawnedorf, wiek później Moreyn, a pod koniec XVII wieku Meraunen. W początkach XX wieku liczba mieszkańców wsi nieznacznie przekraczała 200, a przed wybuchem II wojny światowej osiągnęła niemal 500.
Do Moran należy przysiółek Andrzejewo (niem. Reichandres). Jego dawne nazwy od XIII wieku to Lingues, Lynguar, Lingwar oderr Andresdorf, Reichanders, Reichandrez alias Andresdorff, Reichendrissi, Rychendrysy i Richandreszi. Na przełomie XIX i XX wieku folwark Rychendrysy należał do majątku waplewskiego, którego zarządcą był hrabia Adam Sierakowski. Na początku XX wieku Rychendrysy liczyły ponad 130 mieszkańców.
Wieś szlachecka położona była w II połowie XVI wieku w województwie malborskim. W latach 1945–1975 Morany administracyjnie należały do województwa gdańskiego, a w latach 1975–1998 do województwa elbląskiego.
We wsi był przystanek kolejowy Morany.